# Панарано (Беневенто)
Панарано (итал. Pannarano) је насеље у Италији у округу Беневенто, региону Кампанија.
Према процени из 2011. у насељу је живело 1671 становника. Насеље се налази на надморској висини од 355 м.

## Становништво
Према резултатима пописа становништва 2011. у општини је живело 2.082 становника.
| 1931. | 1936. | 1951. | 1961. | 1971. | 1981. | 1991. | 2001. | 2011. |
| ----- | ----- | ----- | ----- | ----- | ----- | ----- | ----- | ----- |
| 3.163 | 3.419 | 3.431 | 2.960 | 2.262 | 2.072 | 2.086 | 2.011 | 2.082 |